# المجيمر
تقع قرية الجميمر على بعد 14 كيلومتر جنوب مدينة السويداء 
وتعني كلمة المجيمر: (المجيمر : يقال جمر القوم على أمر أي جمعهم , تجمر الجيش تحبس في أرض العدو ولم يقفل , تجمر القبائل : تجمعت , الجمير : مجتمع القوم. )
تعداد سكانها يبلغ 4500 نسمة - تمتاز بطقس معتدل  
وتمتاز بتلة كبيرة في وسط القرية تسما تلة المجيمر فيها بيوت متراصة وفيها آثار تعود لعصور قديمة وتعتبر قلب القرية في الوقت الحالي
وفيها تلة أخرى من الجهة الشرقية تسما تلة غسان نسبة للغساسنة القدماء وفيها حتى الآن شواهد ( من مغائر - ومطاحن قديمة - وبقاية أعمدة وجدران
تعتبر قرية المجيمر قرية صاحبة تاريخ عريق بحكم وجودها على طريق الحج القديم. وهناك الكثير من الآثار التي تؤكد أنها كانت مقر حضارة الغساسنة 
وتقع المجيمر بين جبل العرب وسهل حوران حيث تعتبر آخر قرية من محافظة السويداء على الحدود مع درعا وتبعد عن بصرى الشام ما يقارب التسعة كيلو متر 
- ويذكر أن الشاعر امرؤ القيس قد مر بالمجيمر وقضى ليلة بها وكتب فيها إحدى معلقاته حين قال 
(  مُزمّلِ كأن ذُرى رأس المُجيمر غدوة= من السيلِ والأغُثّاء فلكة مُغزلِ ... )
‌